# Imagina
Imagina — бесплатный (для некоммерческого использования) просмотрщик и инструмент для редактирования фотографий, разработанный Робом Бейкером. Полностью основан на 3D-технологиях.
Для запуска и работы программы на компьютере должны быть установлены Microsoft DirectX 9.0c и .NET Framework 2.0.50727 и выше.

## Некоторые особенности
- Поддержка множества форматов графических и видео файлов.
- Простой в использовании интерфейс, основанный на Ribbon.
- Воспроизведение видео файлов.
- Работа с объектами (просмотр, перемещение, вращение, обрезка и масштабирование).
- Эскизы.
- Полноэкранный режим слайд шоу.
- Расширенный динамический диапазон.
- Настройка яркости и контраста.
- Интеллектуальные шумоподавление.
- Точность обработки пикселей.
- Многочисленные отмена/повтор операций, а также восстановление в первоначальное состояние.
- Установка изображений на рабочий стол.
- И многое другое[1].